# Кубок Сінгапуру з футболу 2019
Кубок Сінгапуру з футболу 2019 — 21-й розіграш кубкового футбольного турніру у Сінгапурі. Титул володаря кубка вчетверте здобув Тампінс Роверс.

## Календар
| Раунд               | Дата                        | Матчі | Клуби |
| ------------------- | --------------------------- | ----- | ----- |
| Груповий раунд      | 25 вересня - 23 жовтня 2019 | 12    | 8 → 4 |
| 1/2 фіналу          | 26/30 жовтня 2019           | 4     | 4 → 2 |
| Матч за третє місце | 2 листопада 2019            | 1     |       |
| Фінал               | 2 листопада 2019            | 1     | 2 → 1 |

## 1/2 фіналу
| Команда 1         | Заг.         | Команда 2           | 1-й матч | 2-й матч |
| ----------------- | ------------ | ------------------- | -------- | -------- |
| 26/30 жовтня 2019 |              |                     |          |          |
| Тампінс Роверс    | 4:1          | Гейланг Інтернешнел | 2:0      | 2:1      |
| Бруней ДПММ       | 5:5 пен. 2:4 | Ворріорс            | 1:0      | 4:5      |

## Матч за третє місце
| 2 листопада 2019 11:00 (EEST) |

| Гейланг Інтернешнел          | 2:2 дч   | Бруней ДПММ         |
| ---------------------------- | -------- | ------------------- |
| Ісмаїл 75' Фархан 85' (пен.) | Протокол | Салех 19' Кло 90+6' |

| Джалан Бесар, Каланг Арбітр: Летхман Гопала Крішнан |

|  |       | Пенальті |
|  | 12:11 |          |

## Фінал
| 2 листопада 2019 14:00 (EEST) |

| Тампінс Роверс                          | 4:3      | Ворріорс                 |
| --------------------------------------- | -------- | ------------------------ |
| Шах 17' Чеу 31' Адлі 57' Мехмедович 66' | Протокол | Нізам 12', 19' Хасан 86' |

| Джалан Бесар, Каланг Глядачів: 2 952 Арбітр: Мухаммад Такі |